# Херман I (Верл)
Херман I фон Верл (на немски: Hermann I von Werl; † ок. 985) е граф на Верл, фогт на манастир Мешеде.
Той е споменат в документ от император Ото II от 23 март 978 г. Херман I подкрепя император Ото III.

## Фамилия
Херман I се жени за Герберга Бургундска († 1019), дъщеря на бургундския крал Конрад III от род Велфи и Матилда Френска, дъщеря на крал Лудвиг IV от Франция, и става зет на херцог Хайнрих II от Бавария, съпруг на Гизела Бургундска. Те имат децата:
- Херман II (980 – 1025), граф на Верл
- Бернхард (* ок. 983 – сл. 1027), граф на Верл и Хьовел
- Рудолф (Лудолф, ок. 982/86 – 1044), граф в Средна Фризия
- Ида/Хитда, абатиса на манастир Мешеде

Вдовицата му Герберга Бургундска се омъжва ок. 986 г. за херцог Херман II от Швабия.